# Emma Danielsson
Emma Maria Danielsson, född den 18 december 1980, är en svensk modeskribent.
Hennes första jobb som modeskribent var hos Veckorevyn, som följdes av Damernas Värld. Hon har varit moderedaktör på Expressen och bloggare på Expressens modesajt. Hon är också modeprofil på TV4 där hon medverkat i Nyhetsmorgon söndag och var tidigare profil för TV4:s modesajt. Hon har även arbetat på MAN Magazine och som frilansande stylist och modeskribent. Danielsson bloggar och skriver om mode Femina.